# Viktor Koupreïtchik
Viktor Davidovitch Koupreïtchik ou Kupreïtchik (en russe : Купрейчик, Виктор Давыдович ; transcription anglaise : Viktor Kupreichik) est un joueur d'échecs soviétique puis biélorusse né le 3 juillet 1949 à Minsk et mort le 22 mai 2017.
Grand maître international à partir de 1980 et double champion de Biélorussie (en 1972 et 2003), il a remporté le tournoi de Hastings en 1981-1982, devant Andersson et Smyslov. De 1994 à 2002, il a participé à cinq olympiades d'échecs avec la Biélorussie.

## Biographie

### Olympiades universitaires
Au début de sa carrière, Viktor Koupreïtchik participa aux olympiades universitaires (joueurs de moins de 26 ans) de 1968, 1969 et 1974 et remporta trois médailles d'or par équipe ainsi que la médaille d'or individuelle au deuxième l'échiquier de réserve en 1968 et 1969. Il était considéré comme un joueur de talent qui avait besoin de discipline pour se développer.

### Résultats aux championnats d'URSS
Lors de ses trois premières participations au championnat d'URSS, il finit dernier. À Moscou (tournoi zonal), en 1969, il marqua 6,5 points sur 22 (+3 -12 =7) et annula contre Petrossian, Polougaîevski, Smyslov et Taîmanov  ; en 1974, à Léningrad, il ne fit qu'une seule nulle (3,5 points sur 15 : +3 -11 =1) ; en 1976 (6 / 17, +5 -10 =2), il ne fit que deux nulles et cinq victoires.  
À la fin de des années 1970, il finit 5e-7e du championnat de 1979 : après une défaite lors de la première ronde, il remporta cinq parties de suite. Un ans plus tard,  en 1980-1981, il commença le tournoi par cinq victoires consécutives et termina  6e-9e. Dans les années 1980, il finit 10e-13e en novembre-décembre 1981, puis dernier en 1985 (avec seulement quatre nulles) et 8e-11e en 1987.*

### Championnats de Biélorussie
Koupreïtchik remporta le championnat de la République socialiste soviétique de Biélorussie en 1972 et le championnat de la Biélorussie en 2003.

### Palmarès international
Dans les tournois internationaux, Koupreitchik remporta
- le tournoi de Wijk aan Zee B (tournoi de maîtres) en 1977 ;
- Kirovakan en 1978 (ex æquo avec Vaganian) ;
- Reykjavik (+5 =7) devant Browne et Miles ;
- Plovdiv (+6 =5) et Medina del Campo (+4 =5) en 1980 ;
- Hastings en 1981-1982 (+6 -1 =6).

Grâce à ces résultats, Koupreïtchik reçut le titre de grand maître international en 1980, et fut classé 22e-25e joueur mondial en janvier et juillet 1981.
Après sa victoire à Hastings, il remporta la victoire à
- Sverdlovsk en 1984 (ex æquo avec Psakhis, M. Gourevitch et V. Gavrikov) ;
- Zenica en 1985 ;
- Pinsk et Winnipeg en 1986 ;
- Malmö  en 1987-1988 (ex æquo avec Aleksandr Beliavski) ;
- Melbourne, devant Vassili Ivantchouk, Akopian et Naum Kagan[6] ;
- Esbjerg en 1988 ;
- Val-Maubuée en 1989 ;
- Rimavská Sobota et Oberwart en 1990[7].

En 2003, Koupreïtchik a remporté le championnat d'Europe d'échecs rapides sénior.
Viktor Koupreïtchik est mort le 22 mai 2017.

### Compétitions par équipe avec la Biélorussie
Koupreïtchik a disputé cinq olympiades (de 1994 à 2002) et trois championnats d'Europe par équipe (en 1992, 1999 et 2003) avec la Biélorussie. Avec Koupreïtchik au deuxième échiquier, l'équipe biélorusse finit douzième de l'olympiade d'échecs de 1994.